# كاوشيك باسو
ولد كاوشيك باسو في 9 كانون الثاني (يناير) 1952، وهو اقتصادي وأكاديمي هندي، شغل منصب نائب الرئيس الأول ورئيس الشؤون الاقتصادية في البنك الدولي. هو حالياً في إجازة من جامعة كورنيل، حيث يعمل كأستاذ للدراسات الدولية وبروفيسور في الاقتصاد. قبل ذلك، كان كاوشيك رئيس قسم الاقتصاد ومدير مركز الاقتصاد التحليلي في جامعة كورنيل. وخدم كمستشار اقتصادي رئيسي في الحكومة الهندية حتى شهر تموز (يوليو).

## نشأته وتعليمه
ولد كاوشيك باسو لعائلة بنغالية في كلكتا، ودرس في مدرسة القديس سانت خافير في كلكتا. وفي مقالة له عن سيرته الذاتية، أشار إلى أن انتهاء المدرسة عام 1969 وضعه في مأزق. إذ كان والده يرغب في أن يدرس الفيزياء، لكن في تلك الفترة التي شهدت العديد من الثورات، لم يكن هو يرغب في دراسة أي شيء. استقر رأي الجميع على أن يدرس الاقتصاد، إذ أنه خيار يقع في منتصف الطريق بين الفيزياء واللاشيئ. عام 1969 انتقل إلى دلهي لإتمام دراسته الجامعية في الاقتصاد (مع مرتبة الشرف)، والرياضيات كتخصص فرعي من جامعة القديس ستيفن. ثم انتقل إلى كلية لندن للاقتصاد لدراسة الماجستير في الاقتصاد، حيث أتمها في 1974. بعد أن حصل على شهادة الماجستير، كان من المفترض أن ينتقل إلى بريطانيا لدراسة القانون. لكنه تعلّق بمفاهيم المنطق والمنطق الاستنتاجي وأصبح مفتوناً بأعمال أمارتيا سن  بقي في كلية لندن للاقتصاد للحصول على درجة الدكتوراى من 1974 حتى 1976. وكانت أطروحته عن نظرية الاختيار، وكانت بإشراف «أمارتيا سن».

## الحياة الشخصية والاعتقادات
تزوج كاوشيك باسو من آلاكا مالويد باسو، وله منها كارنا ودكشا. وآلاكا أستاذة في قسم علم الاجتماع في جامعة كورنيل وأستاذ زائر في مركز دراسات التنمية الإقليمية في جامعة جواهر لال نهرو في نيودلهي. أما مجال تخصصها فيشمل دراسات سكانية والصحة الإنجابية وتنظيم الأسرة والتنوع الاجتماعي والتنمية والصحة ووفيات الأطفال والثقافة والسلوك الديموغرافي.

### وجهات النظر الاقتصادية والسياسية
يعتقد كاوشيك بقوة أن الأخلاق الجيدة ضرورية جداً للنمو والتطور في الاقتصاد. فالصدق والأمانة والنزاهة هي صفات هامة يجب غرسها بالفرد للتطور الذاتي وللتطور ضمن المجتمع. كما يعتقد باسو أيضاً بالحاجة إلى تعزيز أنماط التفكير الجيد في الحكومات والنقاشات العامة. يصف باسو نفسه بأنه يميل للتوجهات اليسارية ويدين بالصحوة الفكرية لبيرتراند راسل. أما مثله فهو ديفيد هيوم.

## الوظيفة
بعد أن حصل باسو على شهادة الدكتوراة، أصبح محاضراً في جامعة ريدنج لفترة وجيزة، ثم عاد إلى الهند عام 1977، حيث عمل أستاذاً للاقتصاد في كلية نيودلهي للاقتصاد. كما عمل أستاذاً زائراً على مدى السنوات في كل من جامعة هارفارد ومعهد ماساتشوستس للتقنية ومعهدالدراسات المتقدمة في برينستون في نيوجرسي، ومركز بحوث العمليات والاقتصاد التابع لجامعة لوفان الكاثوليكية في لوفان لانوف في بلجيكا وكلية لندن للاقتصاد. كما كان عالماً زائراً في معهد الإحصاء الهندي والجامعة العامة في كلكتا.
أثناء عمله في تلك الجامعات، نشر باسو العديد من الأبحاث العلمية في اقتصاديات التنمية، نظرية الألعاب، المنظمة الصناعية، اقتصاديات عمالة الأطفال، الاقتصاد السياسي  وقد وضع معضلة المسافر.
عام 1992، أسس مركزاً لاقتصاديات التنمية في كلية دلهي للاقتصاد، وشغل منصب أول مدير تنفيذي له حتى عام 1996.
كان عمل باسو في الحكومة عام 2009 خبرة جديدة. في مقابلة أجرتها معه مجلة "Desh" البنغالية، أفاد بأن خبرته المبكرة في الحكومة لم تكن بالخبرة الجيدة.
يكتب باسو عموداً اقتصادياً في «موقع أخبار بي بي سي على الإنترنت»، و «هندوستان تايمز»، وغيرها من المنشورات الاقتصادية. كما يرأس باسو جمعية التنمية والقدرات البشرية التي أسسها أمارتيا سين، والتي تشجع الأبحاث ذات الجودة العالية في مجالات التنمية البشرية. كما يحرر «الاختيار الاجتماعي والرعاية الاجتماعية» ويشارك في تحرير «مراجعة الاقتصاد الياباني»، كما يرأس هيئة المحررين في «مراجعة اقتصاد البنك الدولي».

## أعمال منشورة

### الكتب
- «كشف ميول الحكومة»، مطبعة جامعة كامبريدج، 1980.
- «الاقتصاد الأقل نمواً: نقد نظرية المعاصرة»، بازل بلاكويل، 1984.
- «الهيكل الزراعي والتنمية الاقتصادية»، أكاديمية هاروود للنشر، 1990. يعتبر هذا الكتب جزءاً من سلسة «أساسيات الاقتصاديات البحتة والتطبيقية».
- الكتابة على الجدران الاقتصادية: مقالات للجميع. مطبعة جامعة أوكسفورد. 1991
- محاضرات في نظرية المنظمة الصناعية. بلاكويل للنشر. 1992
- (محرر بالمشاركة مع باولين ناياك) "سياسة التنمية والنظرية الاقتصادية، مطبعة جامعة أوكسفورد، 1992.
- (محرر، بالمشاركة مع موكول ماجومدار وتابان ميترا)، «رأس المال، الاستثمار، والتنمية»، بازل بلاويل، 1993.
- (محرر) "أسئلة زراعية، مطبعة جامعة أوكسفورد، 1994.
- (محرر، بالمشاركة مع براسانتا باتانيك وكوتراو سوزومورا)، «التنمية والرفاهية والأخلاق»، مطبعة كلارندون، 1995.
- عن الناس، عن الأماكن: اسكتشات من مفكرة اقتصادي". مطبعة جامعة أوكسفورد. 1994.
- (محرر بالمشاركة مع سانجاي سوبراهانيام) كشف الأمة: الصراع الطائفي وهوية الهند العلمانية"، غلاف عادي، منشورات بنغوين، 1996.
- «اقتصاديات التنمية التحليلية»، 1997، ISBN 0-262-02423-3.
- تمهيد للاقتصاد السياسي: دراسة الأساسيات السياسية والاجتماعية للاقتصاد. مطبعة جامعة أكسفورد. 2000.
- (محرر) «قراءات في الاقتصاد السياسي»، بلاكويل للنشر، 2003.
- (محرر، بالمشاركة مع هينريك هورن وليزا روما وجوديث شابيرو)، «معايير العمل الدولية»، بلاكويل للنشر، 2003.
- (محرر) "اقتصاد الهند الناشيء - الأداء والآفاق في فترة التسعينيات وما بعدها، 2004، ISBN 0-262-02556-6.
- أوراق في الاقتصاد النظري, المجلد 1: التنمية والسوق والمؤسسات. مطبعة جامعة أكسفورد. 2005. {{استشهاد بكتاب}}: تجاهل المحلل الوسيط |الرقم المعياري= لأنه غير معروف، ويقترح استخدام |ردمك= (مساعدة)
- أوراق في الاقتصاد النظري، المجلد 2: العقلانية واللعبة والسلوك الاستراتيجي. مطبعة جامعة أكسفورد، 2005. .
- (محرر) «دليل أكسفورد إلى الاقتصاد الهندي»، مطبعة جامعة أكسفورد.
- «منوعات خبير اقتصادي»، مطبعة جامعة أكسفورد، 2011

## روابط خارجية
- حساب كاوشيك باسو على تويتر
- - السيرة الذاتية لكاوشيك باسو
- مقالات كاوشيك باسو في بي بي سي
- - العولمة والعلكة